# Col·lecció Green
La Col·lecció Green és una de les col·leccions privades més importants del món de textos bíblics i artefactes rars, formada per més de 40.000 antiguitats bíbliques reunides per la família Green, fundadores de la cadena minorista nord-americana Hobby Lobby .
La col·lecció, valorada en 400 milions de dòlars es mostra al Museu de la Bíblia, que es va inaugurar el 2017 a Washington, DC.

## Antecedents
La col·lecció té el nom de la família Green, fundadors i líders de Hobby Lobby, el major comerciant d'artesania i manualitats privat del món. La col·lecció es va reunir a partir del novembre de 2009 pel seu director especialista en manuscrits Scott Carroll, en col·laboració amb Steve Green, president de Hobby Lobby i benefactor de la col·lecció.

## Obres destacades

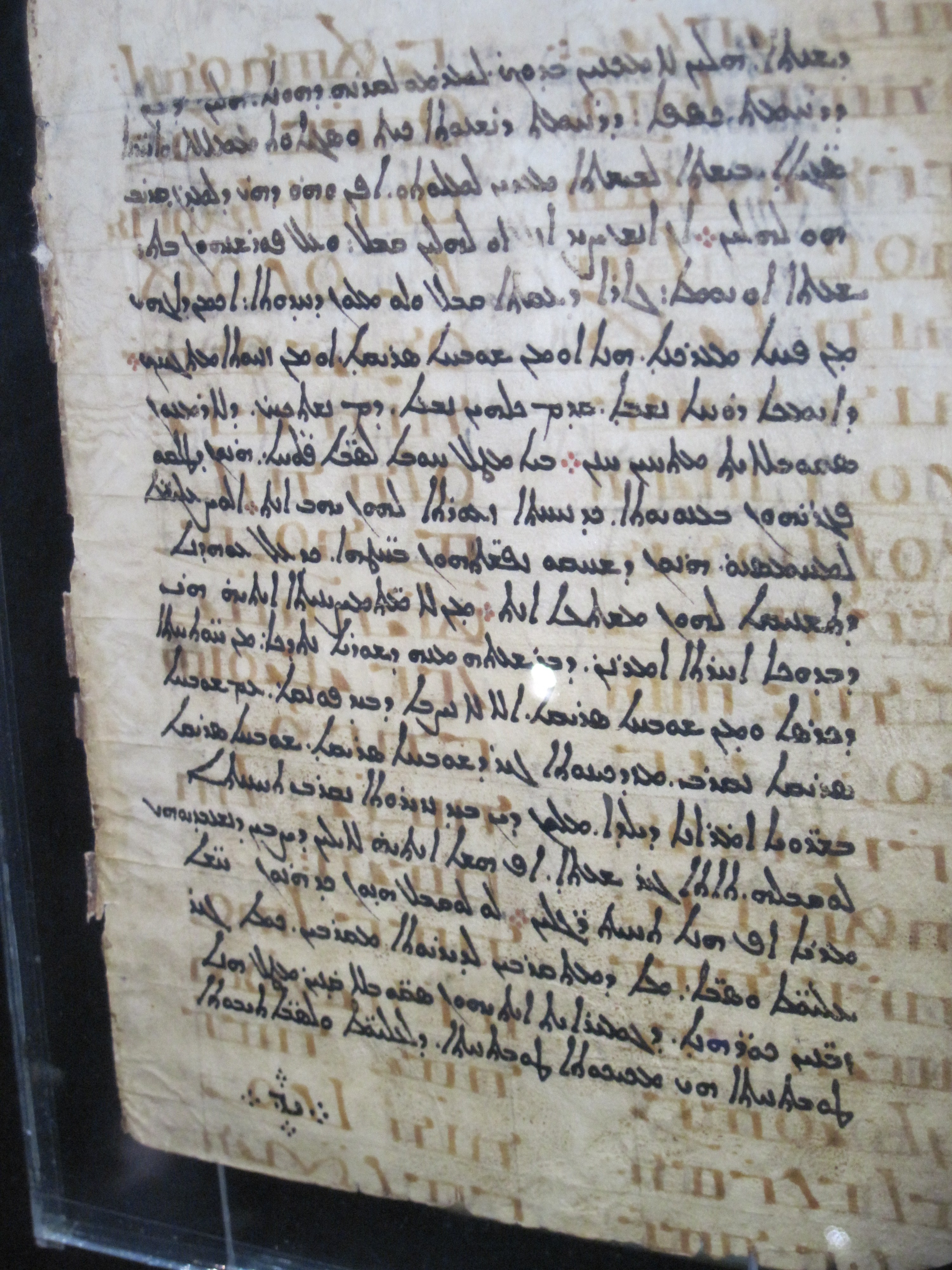
Codex Climaci Rescriptus

L'obra més icònica de The Green Collection és el Codex Climaci Rescriptus, conegut com a Uncial 0250 (amb la numeració Gregory-Åland); que és una palimpsesta la subscripció de la qual inclou pàgines d'un manuscrit grec especial del Nou Testament i també pàgines d'un manuscrit palestí arameic de l'Antic i el Nou Testament. Paleogràficament la secció grega ha estat assignada al segle viii (o segle VII), i la secció aramea cristiana palestina al segle vi.

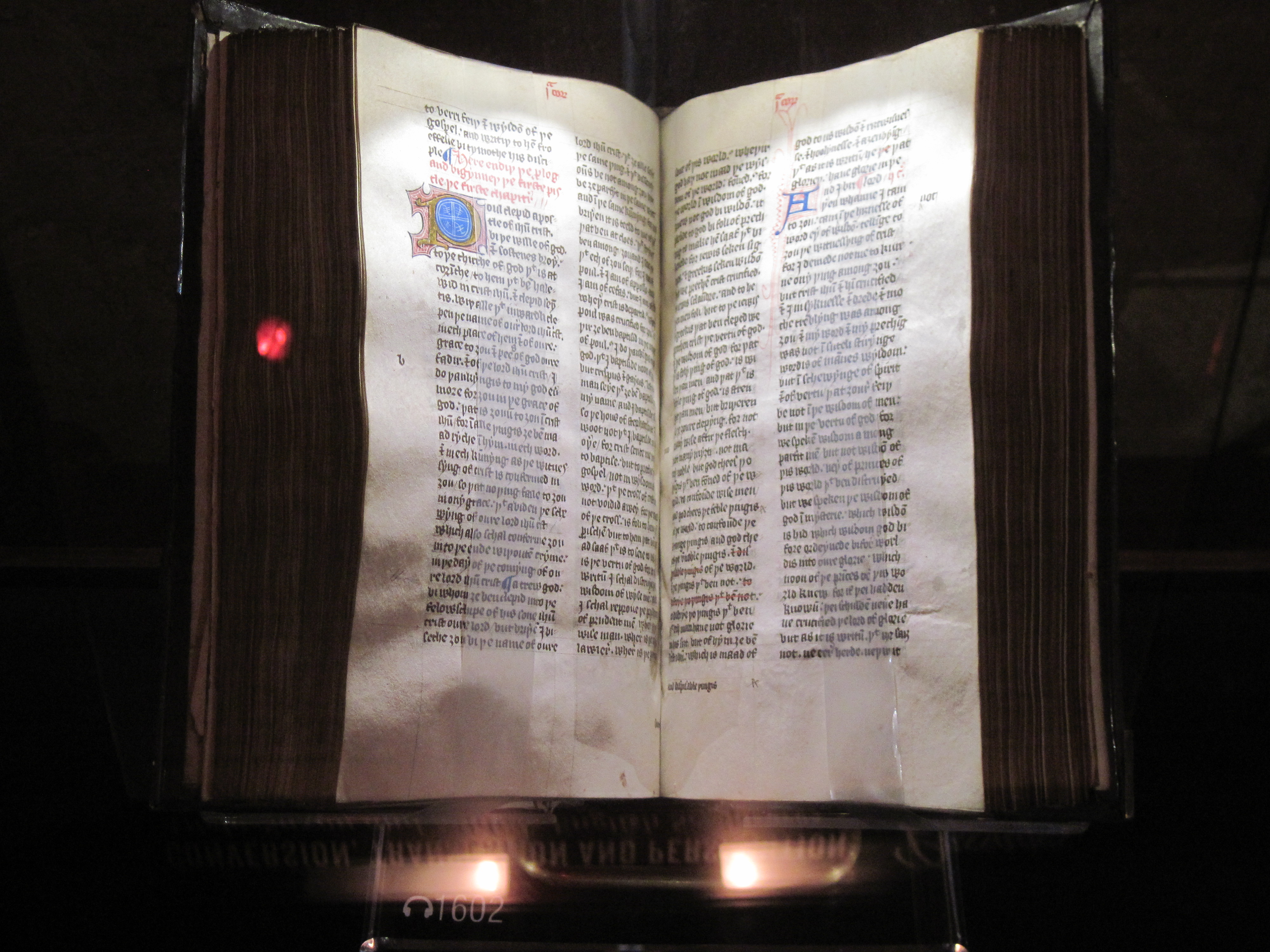
Una Bíblia de John Wycliffe a la col·lecció Green.

Altres objectes de la col·lecció Green inclouen:
- La col·lecció privada de escorcolls jueus més importants del món, incloses les Torà que van sobreviure a la Inquisició espanyola, escorcolls confiscats pels nazis i recuperats en camps de concentració i d'altres de tot el món
- Un dels majors fons de papirs inèdits bíblics i medievals, incloent textos de la Biblioteca d'Alexandria
- Manuscrits il·luminats rars i textos i comentaris bíblics desconeguts
- La traducció dels Salms a l'anglès mitjà més antiga i completa, que inclou els càntics i els comentaris anteriors a la traducció de Wycliffe
- Una còpia indocumentada del Nou Testament de Wycliffe en anglès
- Alguns dels primers textos impresos, incloent-hi una gran part de la Bíblia de Gutenberg i l'única Bíblia completa de bloc en mans privades.
- Tractats i Bíblies primerenques pertanyents a Martí Luter, inclosa una carta poc coneguda escrita la nit abans de la seva excomunió
- Un fragment indocumentat de la Bíblia de Tindal, publicat mentre esperava la seva execució
- Nombrosos articles que il·lustren la contribució dels jueus i dels catòlics a la traducció del rei Jaume de la Bíblia i altres artefactes històrics

### Procedència
El 2015 es van plantejar preguntes sobre la procedència d'alguns articles de la col·lecció quan The Daily Beast va publicar una història sobre dues o tres-centes pastilles cuneïformes comprades a un distribuïdor d'antiguitats israelians i confiscades per les duanes dels Estats Units quan eren enviades a la instal·lació d'emmagatzematge de la col·lecció Green a Oklahoma City el 2011. A partir del 2015, les tauletes es van mantenir en una disputa legal sobre la possible compra il·legal d'antiguitats eliminades d'una zona de conflicte (Mesopotàmia).
El museu anteriorment tenia 16 suposats Manuscrits de la mar Morta, però al març del 2020 es va confirmar que tots els fragments eren falsificacions arqueològiques.

## Exposicions

### Llibre de Llibres
El 23 d'octubre de 2013 es va inaugurar una exposició especial de la col·lecció Geen, Llibre dels Llibres, al Museu de les Terres Bíbliques a Jerusalem, Israel. Havia de ser a Jerusalem fins al 24 de maig de 2014. Aleshores passaria a formar part de l'exposició permanent al nou museu.

### ExposicióVerbum Domini
Objectes de Passages, de la col·lecció Green i altres elements de col·leccions privades es van mostrar a la plaça de Sant Pere, Ciutat del Vaticà, per a la Quaresma i la Pasqua 2012, destacant les contribucions jueves i cristianes a la formació i preservació de la Bíblia. La Societat Bíblica Americana i la Biblioteca del Vaticà van recolzar aquest esforç.

### "Passatges"
Passages, una exposició itinerant amb diversos articles de la col·lecció Green que expliquen la història de la Bíblia anglesa, va ser anunciada a una reunió de líders empresarials, governamentals, acadèmics i religiosos a l'ambaixada del Vaticà a Washington, DC, el 31 de març del 2011. Passages va debutar a tot el món al Museu d'Art d'Oklahoma City d'Oklahoma City, a la seu de Hobby Lobby, al maig de 2011. La mostra va ser vista per més de 63.000 persones a la capital de Oklahoma.
Els visitants a Passatges interaccionen amb més de 400 textos bíblics rars, artefactes i descobriments a través de paràmetres multimèdia i històrics en 2800 m² d'exposició dissenyada per explicar la història de com va ser la Bíblia actual.

### Altres exposicions
Elements de Passages i The Green Collection també han estat exposats en diversos campus universitaris i universitaris al llarg de la seva gira mundial, inclosa la Universitat de Baylor per a la seva conferència sobre "La King James Bible i el món que va fer, 1611-2011", a l'abril de 2011, Liberty University al setembre de 2011, Seminari Teològic Gordon-Conwell al febrer de 2012, i Indiana Wesleyan University a l'abril de 2013. Articles de The Green Collection van aparèixer a una sèrie de conferències a l'Àfrica occidental el setembre de 2011.
En honor de la visita del Papa de setembre de 2015 a Filadèlfia, el Museu de la Bíblia patrocinarà una exposició especial titulada "Verbum Domini II" al Centre de convencions de Filadèlfia, situat al costat de la reunió mundial.

## Iniciatives acadèmiques
La Scholars Initiative, constituïda a l'estiu del 2010, proporciona mentors universitaris i estudiants estudiants de diverses institucions per investigar les obres de The Green Collection.
Entre els professors que hi participen hi ha:
- Mariam Ayad, Universitat de Memphis : acadèmic principal mentor, projecte Papyri i textos egipcis i coptes
- Gordon Campbell, Universitat de Leicester : Co-Senior Scholar, King James Version Project
- Robert Duke, Universitat d'Azusa del Pacífic : acadèmic de textos hebreus
- Jeffrey Fish, Universitat de Baylor : acadèmic de textos grecs
- Ralph Hanna, Universitat d'Oxford: becari superior, projecte Richard Rolle
- David Lyle Jeffrey, Universitat de Baylor : acadèmic superior, tradició cristiana i espiritualitat
- Alister McGrath, Universitat de Cambridge: Senior Scholar, KJV Critical Text Project
- Curt Niccum, Universitat cristiana d'Abilene : acadèmic distingit de textos etíòpics
- Dirk Obbink, Universitat d'Oxford: Scholar Senior, Papyri i Codex Climaci Rescriptus Projects
- Thomas Oden, Drew University : acadèmic superior, textos africans
- David Riggs, Indiana Wesleyan University : Distinguished Scholar of Texts Latin
- Marcel Sigrist, École Biblique: acadèmic superior, cuneiforme
- Daniel B. Wallace, Centre d'Estudi dels Manuscrits del Nou Testament i Mentor-Scholar The Seminary Theological Seminary :
- Peter Williams, Universitat de Cambridge: Acadèmic de textos arameus
- Benno van den Toren, Universitat d'Oxford: Distinguished Scholar of Texts holandesos

## Museu de la Bíblia
El 2012, Steve Green va anunciar la intenció de la seva família d'obrir una institució permanent, que afirmava que seria un museu erudit, no un ministeri de divulgació evangèlica, durant els propers quatre anys per albergar The Green Collection. La declaració de missió del museu, tanmateix, tal com es troba a les 501 (c) 3 declaracions d'impostos del 2011, l'any més recent disponible, és "Introduir la paraula viva de Déu, explicar la seva història convincent de preservació, i per inspirar confiança en l'autoritat absoluta i la fiabilitat de la Bíblia." Més recentment, Green va dir en una conferència de premsa que el museu se centrarà en l'impacte, la història i la narració de la Bíblia, explicant que si bé pot esperar que el museu portés la gent al cristianisme, el museu no està creat com una eina d'evangelització, "nosaltres...No es tracta de dades sobre el llibre. És aquí una discussió d'alt nivell sobre aquest llibre, quina és la seva història i impacte i quina és la seva història ".
Els Green van identificar Washington, DC, Dallas i Nova York com a finalistes per a la ubicació del museu.
El juliol de 2012, The Green Collection va anunciar la compra de l'edifici que allotjava el Washington Design Center a DC, per un import de 50 milions de dòlars, per allotjar el museu bíblic nacional encara no anomenat. L'edifici està situat a dos quadres del National Mall al carrer 300 D. del carrer SW, a prop de l'estació de metro del Centre Federal SW. Estrava previst que el museu cobraria la visita al públic, de la mateixa manera que altres museus privats a Washington, com el National Building Museum, el International Spy Museum i el Newseum.
El museu es va construir a l'antic Centre de Disseny, un edifici renaixentista històricament protegit a prop del centre comercial i del Capitoli dels Estats Units.